# Carrizosa
Carrizosa és un municipi de la província de Ciudad Real a la comunitat autònoma de Castella-La Manxa, a Espanya. Es localitza en la comarca del Campo de Montiel, a l'est de la província de Ciudad Real i a uns 15 quilòmetres de les Llacunes de Ruidera. Travessa el municipi el riu Cañamares, a la vora del qual es troba el nucli de població.